# Anomala trapezifera
Anomala trapezifera är en skalbaggsart som beskrevs av Bates 1888. Anomala trapezifera ingår i släktet Anomala och familjen Rutelidae. Inga underarter finns listade i Catalogue of Life.